# Parque nacional Munj Jairjan
El parque nacional Munj Jairjan (en mongol: Мөнххайрхан) es un parque nacional de Mongolia el cual se centra en la montaña Munj Jairjan, la segunda más alta de Mongolia. El parque se extiende a lo largo de las provincias (aymag) de Bayan-Ölgiy y de Hovd en las montañas Mongol-Altái al oeste de Mongolia, a 15 km de la frontera con China.

## Topografía
El área que cubre el parque se extiende a lo largo de 90 kilómetros de noroeste a sureste a lo largo de la cresta de la montaña, con un ancho de 30 km que abarca ríos y lagos en los valles adyacentes. El pico más alto del Munj Jairjan, el Noyon, se eleva a una altitud de 4362 metros en la cordillera Mongol-Altái de la cordillera de Altái. La montaña presenta glaciares y campos de nieve y la actividad glaciar deja empinadas pendientes de roca y grava.

## Clima y ecorregión
El clima característico de la zona es clima semiárido frío (clasificación climática de Köppen (BSk)). Este clima es característico de los climas esteparios intermedios entre los climas húmedos del desierto, y normalmente las precipitaciones están por encima de la evapotranspiración. Al menos un mes promedia temperaturas de menos de 0 °C (32,0 °F). La precipitación media en la región es de 76 a 158 mm/año.

## Flora y fauna
Los valles y las estribaciones bajas están cubiertos de arbustos, artemisa y otra vegetación esteparia seca. Las elevaciones más altas albergan prados de montaña con pastos como Koeleria. El parque registra 15 kilómetros cuadrados de bosque de alerces a lo largo de los ríos en los valles más bajos.